# Stampa a contatto

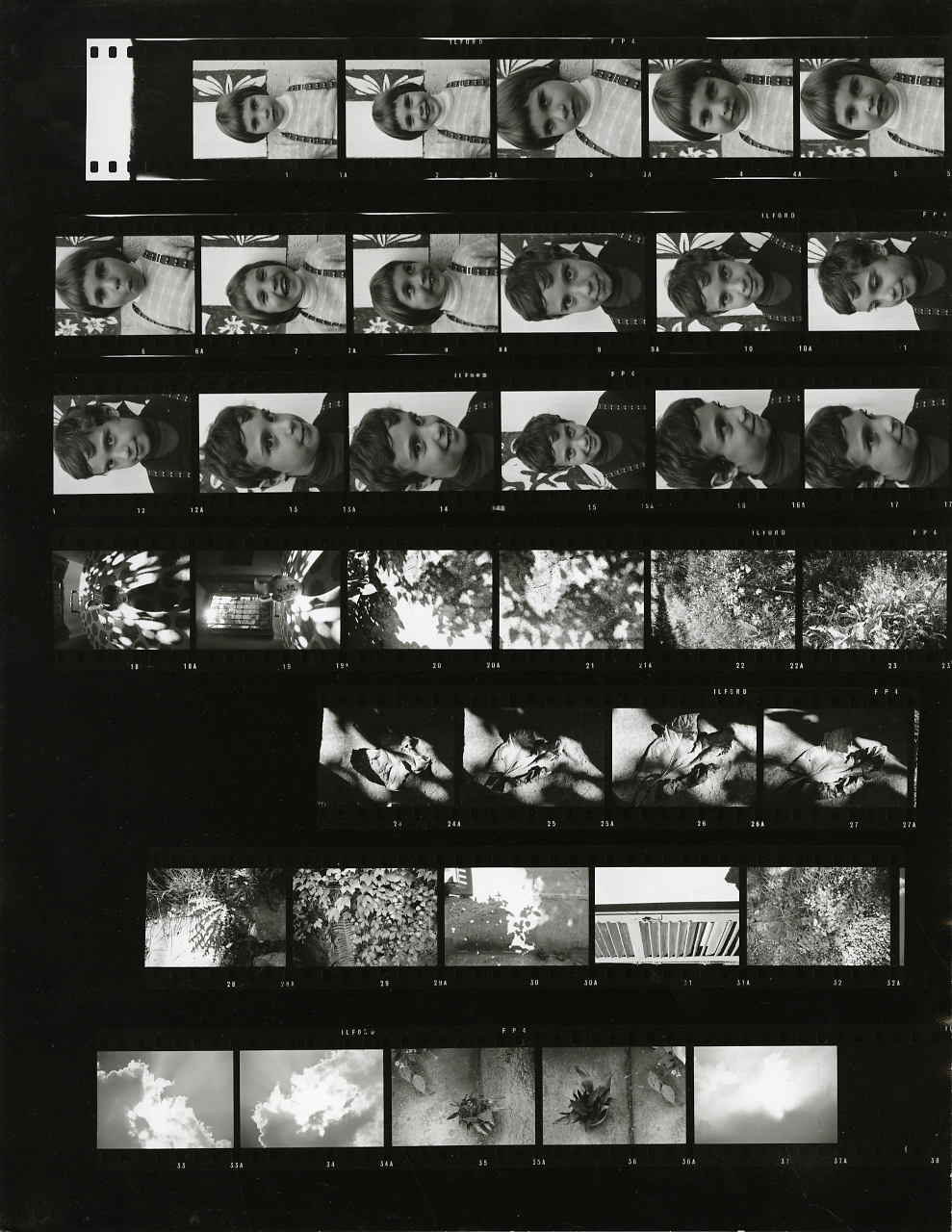
Stampa a contatto di una striscia di pellicola da 35mm tagliata in pezzi. Foto di Paolo Monti, 1975.

Una stampa a contatto è una fotografia che viene creata direttamente dal negativo. Pertanto, la stampa a contatto ha le stesse dimensioni di quelle del negativo.
Le stampe a contatto sono state le prime foto stampate. Il negativo, inizialmente su una lastra di vetro, veniva posto direttamente sulla carta fotografica sensibile e posto al sole per illuminarlo. Dopo l'esposizione, la stampa a contatto veniva sviluppata.
La stampa a contatto è stata utilizzata principalmente alla fine del XX secolo per ottenere una rapida impressione del contenuto di una striscia 35 millimetri. Le stampe erano in bianco e nero.
La stampa a contatto è caduta in disuso con l'avvento della fotografia digitale.
Talvolta la stampa a contatto, formata da una serie di piccoli quadri, veniva mostrata per effettuare una selezione. Questo può essere fatto anche con le foto digitali.